# Rocket (singel Def Leppard)
Rocket – piosenka zespołu Def Leppard, wydana w 1989 roku jako singel promujący album Hysteria.

## Treść
Tytuł jest grą słów: wyraz „rocket” wymawia się w języku angielskim identycznie jak „rock it”. Przy zastosowaniu backmaskingu można usłyszeć frazę „We're fighting with the gods of war”, co jest odniesieniem do piosenki Def Leppard z albumu Hysteria pt. „Gods of War”.
Piosenka zawiera szereg nawiązań do innych utworów muzycznych. Jednym z nich jest znajdujący się w refrenie wers „satellite of love”, będący nawiązaniem do piosenki Lou Reeda z 1972 roku pod tym samym tytułem. Inne nawiązania to:
- „Jack Flash” - „Jumpin’ Jack Flash” The Rolling Stones (1968)
- „Rocket Man” - „Rocket Man” Eltona Johna (1972)
- „Sgt. Pepper and the band” - „Sgt. Pepper’s Lonely Hearts Club Band” The Beatles (1967)
- „Ziggy” - „Ziggy Stardust” Davida Bowiego (1972)
- „Bennie and the Jets” - „Bennie and the Jets” Eltona Johna (1973)
- „Jet” - „Jet” Paula McCartneya (1973)
- „Johnny B” - „Johnny B. Goode” Chucka Berry’ego (1958)
- „Jean Genie” - „The Jean Genie” Davida Bowiego (1973)
- „Killer Queen” - „Killer Queen” Queen (1974)
- „Major Tom” - „Space Oddity” Davida Bowiego (1969)

## Teledysk
W styczniu 1989 roku do utworu zrealizowano teledysk w reżyserii Nigela Dicka. Klip nakręcony został w Levant Kade w Amsterdamie, tj. w tym samym miejscu, w którym w 1987 roku stworzono teledysk do „Women”. W teledysku wykorzystano ucharakteryzowanych członków zespołu oraz materiały filmowe z lat 70. W teledysku Def Leppard występuje pod nazwą Studly Grange, a jego członkowie pod pseudonimami: Joe, Sav, Rick, Steve i Malvin.

## Wydanie i odbiór
Był to szósty i ostatni singel promujący album Hysteria. Dostępne były różne wydania singla, w tym zawierający wersję utworu nazwaną Lunar Mix.
Motywem wydania singla była niesłabnąca popularność Hysterii. Utwór zajął między innymi piętnaste miejsce na brytyjskiej oraz dwunaste na amerykańskiej liście przebojów.
W 2004 roku gitarowe solo „Rocket” zajęło siedemnaste miejsce w zestawieniu „Guitar World” na najgorsze gitarowe solo. Według magazynu pojawiające się w utworze solo mógłby zagrać czterolatek dysponujący multiefektem.
| Lista             | Pozycja | Źródło |
| ----------------- | ------- | ------ |
| Australia         | 15      | [ 3 ]  |
| Kanada            | 3       | [ 3 ]  |
| Nowa Zelandia     | 5       | [ 3 ]  |
| Stany Zjednoczone | 12      | [ 3 ]  |
| Wielka Brytania   | 15      | [ 3 ]  |